# 津上賢治

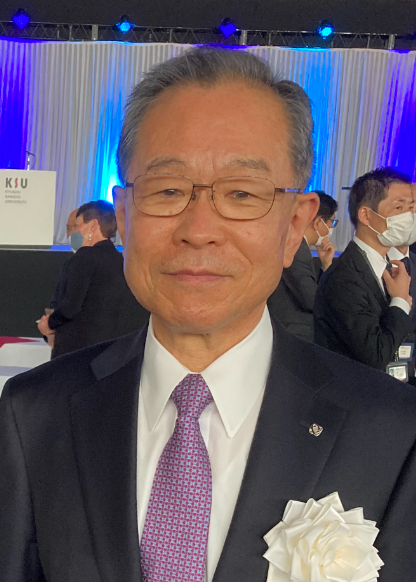
津上賢治

津上 賢治（つがみ けんじ、1951年2月14日 - ）は、日本の実業家。九州電力代表取締役副社長、福岡空港ビルディング代表取締役社長等を経て、学校法人中村産業学園（九州産業大学など）理事長、アクロス福岡代表理事等を務めている。

## 人物・経歴
福岡県八女市出身。東京都立日比谷高等学校を経て、1973年一橋大学経済学部卒業、日本興業銀行入行。1977年スタンフォード大学経営大学院修了、経営学修士（MBA）。1993年ブリッジフォード・グループ副社長。1997年日本興業銀行ニューヨーク営業部長。1999年日本興業銀行営業第八部長。2000年九州電力入社。2002年九州電力海外事業部長。2007年九州電力執行役員福岡支店長。2009年九州電力取締役常務執行役員事業開発本部長兼情報通信本部長。2010年九州電力取締役常務執行役員国際事業本部長、ふくおかフィナンシャルグループ補欠監査役。2012年九州電力代表取締役副社長、西日本鉄道監査役、福岡地下街開発取締役、福岡リアルティ取締役。2014年九電産業代表取締役社長。同年電気ビル本館に在福岡ネパール連邦民主共和国名誉領事館を開設し、在福岡ネパール連邦民主共和国名誉領事に就任。2015年福岡デンマーク協会副理事長。
2016年福岡空港ビルディング代表取締役社長、全国空港ビル事業者協会副会長、福岡商工会議所議員。2018年九州電力顧問。2019年学校法人中村産業学園理事長、九州ベトナム友好協会顧問、日本ハビタット協会理事。2021年福岡東ロータリークラブ会長。2022年アクロス福岡代表理事。